# Mircea Rotaru
Mircea Rotaru (n. 5 aprilie 1927, Câmpulung Moldovenesc, județul Suceava – d. 29 aprilie 2005) a fost un pictor, sculptor și compozitor bucovinean.

## Biografie
Mircea Rotaru s-a născut pe data de 5 aprilie 1927, fiind al doilea copil (ceilalți frați fiind: Livia, Mircea, Lică, Viorica, Silvia și Mișu) al familiei Niculina Rotaru și Ludovina Schmegner, în casa bunicii Leontina de pe pârâul Corlăteni din Câmpulung Moldovenesc, Județul Suceava.
Școala elementară și liceul le face la Câmpulung. Încă din copilărie îi place să picteze sau să sculpteze  fiind  ucenic în adolescență la un tâmplar.
În 1945 împreună cu Lică, fratele său, pleacă la Iași în armată. Între timp părinții împreună cu ceilalți frați și surori au fost deportați  de către comuniști în Bărăgan deoarece mama era de origine germană. După patru ani din pură întâmplare se întâlnește cu familia sa la Câmpulung  Muscel și toți opt  se  întorc la Câmpulung Moldovenesc unde găsesc casa distrusă.
În 1947 pleacă cu mai mulți tineri în Cehoslovacia cu contract de muncă pe doi ani pentru refacerea orașului Praga distrus de război.
Întors în România în 1950 se căsătorește cu Maria Sturza și intră la facultatea de arte plastice de la Iași unde studiază 2 ani, după care se transferă la Universitatea din Cluj. Acolo în urma unui conflict cu un profesor maghiar, care nu voia să vorbească în română cu el, este dat afară sub pretextul lipsei de talent.
Reîntors în orașul natal are o activitate pedagogică intensă. Lucrează ca profesor de muzică și desen la colegiul Dragoș Vodă dar și la liceul de constructii. Devine directorul căminului cultural al orașului și predă sculptura la Casa Pionierilor. Artistul fiind mereu un bun profesor pentru copii.
Primul său elev și cel mai drag a fost fratele său mai mic Mihai (Mișu). De la Mircea, Mihai a învățat să cânte la chitară sau să facă fotografii.
Din dragostea sa pentru copii artistul  proiectează  un orășel al artelor destinat celor mici. Proiectul cuprindea ateliere de pictură, sculptură, cinematografie, un observator astronomic ba chiar și o mică capela numită capela îngerilor. Din păcate proiectul nu a fost agreat de edilii orașului nici înainte  nici după revoluție și nu a mai fost realizat.
Între anii 60 și 76  trece prin două incendii care i-au distrus o mare parte din tablouri, partituri și sculpturi.
În perioada 64-65 locuiește la București pentru a urma cursurile de animație ale profesorului Gopo de la Buftea.
Mircea deși avea ocazii să plece în alte orașe universitare a ales să fie mereu în orașul natal.
În Câmpulung înființează mai multe coruri de copii și conduce orchestre de mandoline sau acordeoane. Programele sale artistice erau transmise la difuzorul local de la 7 la 8.
După 90 a fost redactor la Gazeta de Câmpulung și la revista A fi iar la domiciliul său preda gratis copiilor desen și muzică.
Deși era cunoscut, artistul a avut mereu o viață anevoioasă, niciodată nu l-au interesat banii de accea nu a pictat spre a  vinde și nici nu și-a comercializat lucrările. Orele de desen sau muzică predate multor elevi erau de asemenea fără bani.
A trăit în locuințe cu o cameră sau două care erau transformate în ateliere de pictură, sculptură și depozite pentru materiale.
Era autodidact și foarte activ; a construit un telescop șlefuind manual lentilele. Pasionat de muzică a realizat două chitare, o vioară și a început să construiască un pian dar nu a mai reușit să îl termine.
A murit pe 29 aprilie 2005 lăsând în urmă zeci de tablouri, partituri, sculpturi, instrumente muzicale, două romane nepublicate, proză și poezie.
Toate lucrările sale au rămas în colecția familiei.